# Jonathan Magagula
Jonathan Magagula (* 8. August 1954) ist ein eswatinischer Amateurboxer.
Er trat bei den Olympischen Sommerspielen 1984 in Los Angeles an. Im Federgewichtsturnier kam er auf Platz 17. Er war bereits für die Olympischen Sommerspiele 1976 in Montreal gemeldet, trat dort jedoch nicht an.